# Maruti Suzuki Alto
Maruti Suzuki Alto — городской автомобиль, выпускающийся с 2000 года японской компанией Suzuki.

## Первое поколение (RF; 2000)
Производство Maruti Suzuki Alto началось 27 сентября 2000 года, хотя шильдик Alto успешно использовался для экспорта Maruti Suzuki Zen в Европу из Индии примерно с 1994 года. Кодовое обозначение оригинального Alto 800 — RF308, версии K10 с трёхцилиндровым двигателем — RF310, а экспортной версии с четырёхцилиндровым двигателем — RF410. Непосредственным предшественником является Maruti 800 (MB 308).

### Alto K10 (RF310)
Alto K10, представленный в августе 2010 года, оснащён 1,0-литровым рядным трёхцилиндровым двигателем K10B DOHC объёмом 998 см3, мощностью 50 кВт (68 л. с.) при 6200 об/мин и крутящим моментом 90 Н⋅м при 3200 об/мин, который также применялся в Celerio и Wagon R. Коробка передач — пятиступенчатая механическая. Передняя часть автомобиля — переработанная. Alto с двигателем F8 был заменён моделью Alto 800 в конце 2012 года, в то время как Alto K10 выпускался до 2014 года.

### Европа
В Европе Maruti Suzuki Alto был представлен в марте 2002 года на Женевском автосалоне. Автомобиль продавался только в кузове пятидверный хетчбэк. В движение автомобиль приводился двигателем F10D объёмом 1061 см3. Коробка передач — трёхступенчатая автоматическая.

### Технические характеристики
До конца 2010 года K10 Alto оснащался трёхцилиндровым бензиновым двигателем объёмом 796 см3 с четырьмя клапанами на цилиндр, MPFI и 32-битным ЭБУ. Коробка передач — пятиступенчатая механическая. В апреле 2001 года также был налажен выпуск модели VX/VXi (RF410) с четырёхцилиндровым двигателем объёмом 1061 см3, мощностью 46 кВт (63 л. с.) и крутящим моментом 85 Н⋅м. Модель VX также оснащалась тахометром.

#### Alto 800 (RF308)
- Мощность: 35 кВт (47 л. с.) при 6200 об/мин
- Крутящий момент: 69 Н⋅м при 3500 об/мин
- Разгон до 100 км/ч: около 20 секунд
- Максимальная скорость: 137 км/ч

#### Alto 1.1 (RF410)
- Мощность: 46 кВт (63 л. с.) при 6000 об/мин
- Крутящий момент: 85 Н⋅м при 3200 об/мин
- Разгон до 100 км/ч: около 15 секунд
- Максимальная скорость:
  - 155 км/ч (МКПП)
  - 145 км/ч (АКПП)

#### Alto K10 (RF310)
- Мощность: 50 кВт (68 л. с.) при 6200 об/мин
- Крутящий момент: 85 Н⋅м при 3200 об/мин
- Разгон до 100 км/ч: около 13 секунд
- Максимальная скорость: около 160 км/ч

### Галерея

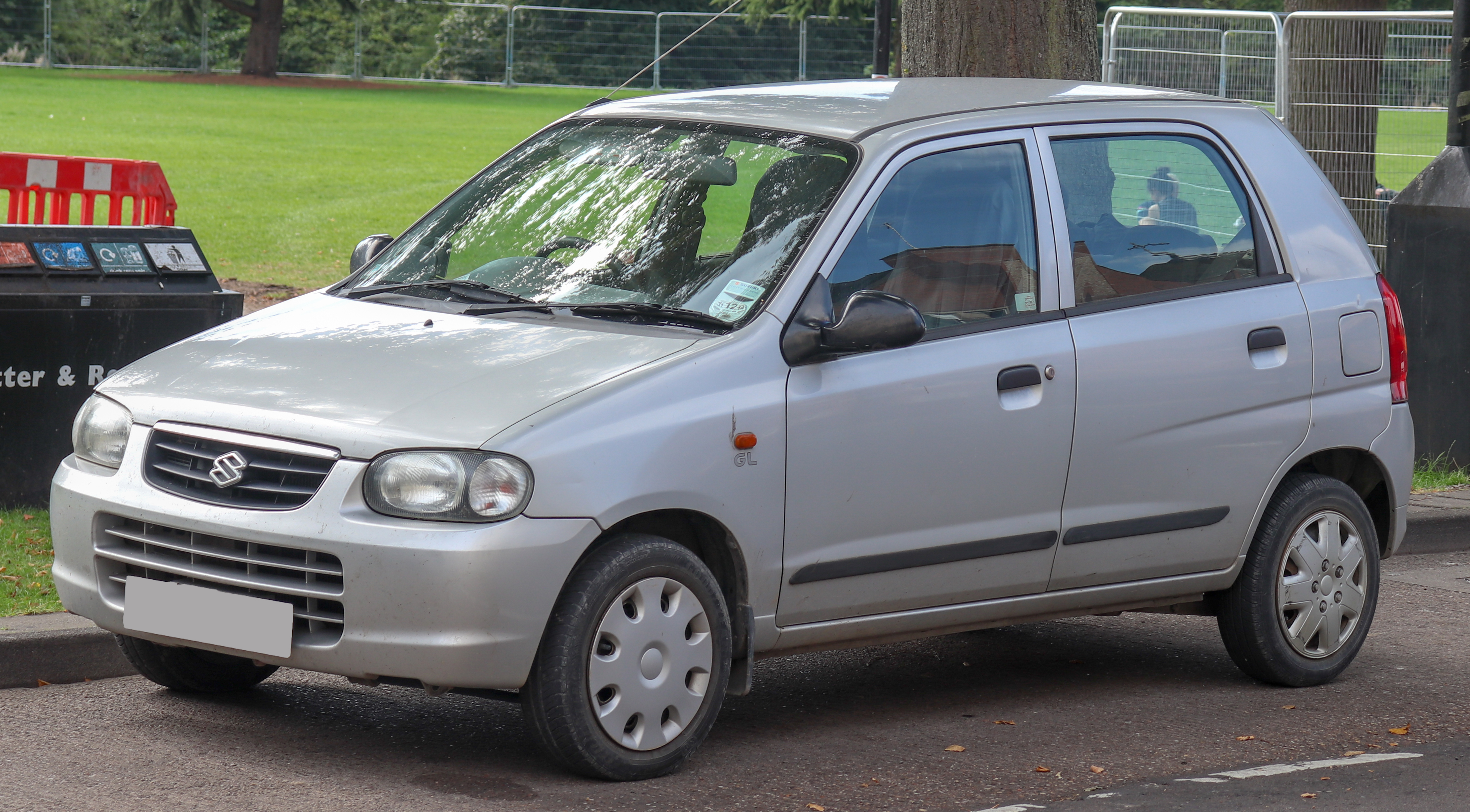
2004 Suzuki Alto GL 1.1
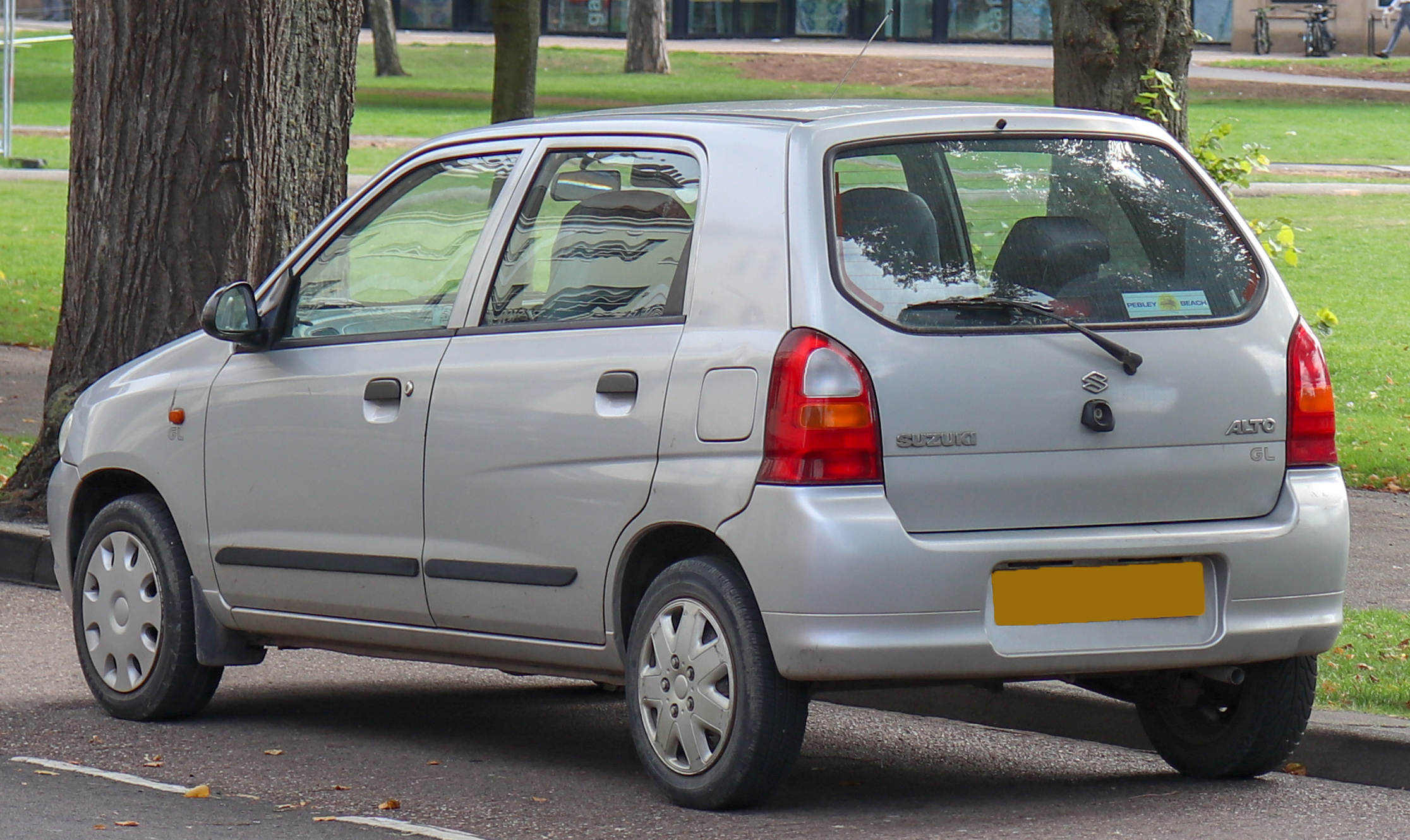
2004 Suzuki Alto GL 1.1 (Великобритания)
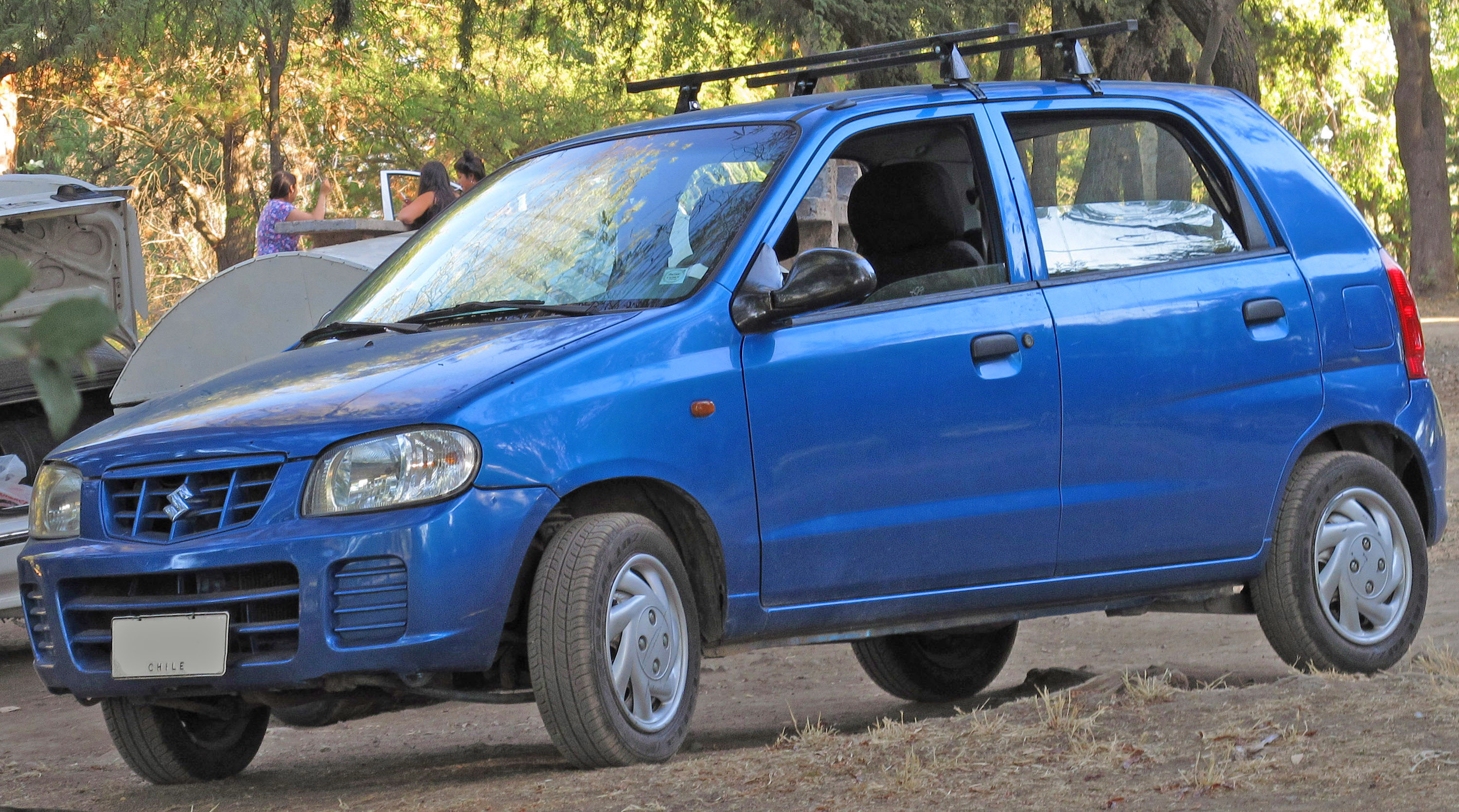
2007 Suzuki Alto 800 GL (Чили)
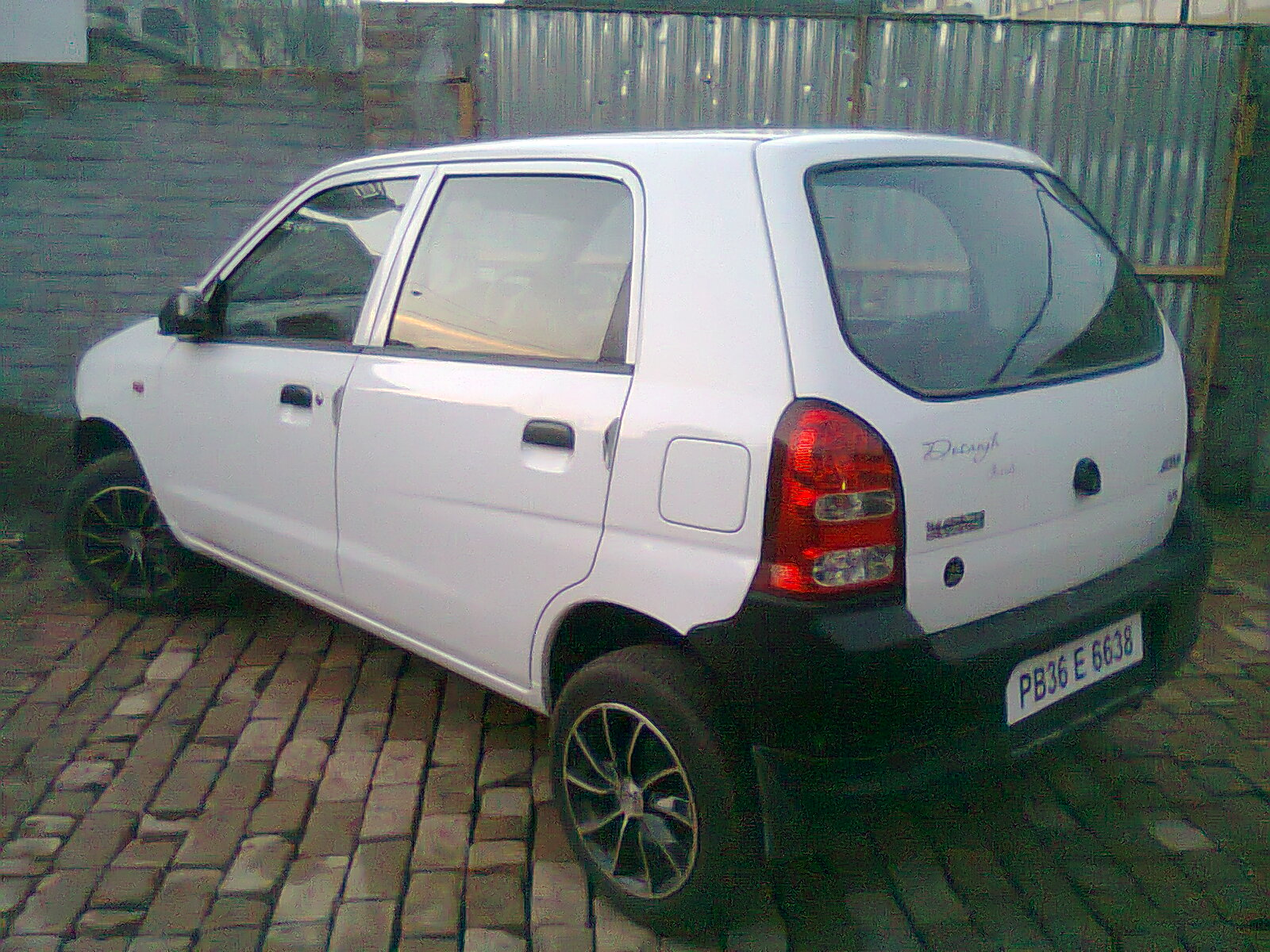
Maruti Suzuki Alto 800 (Индия)
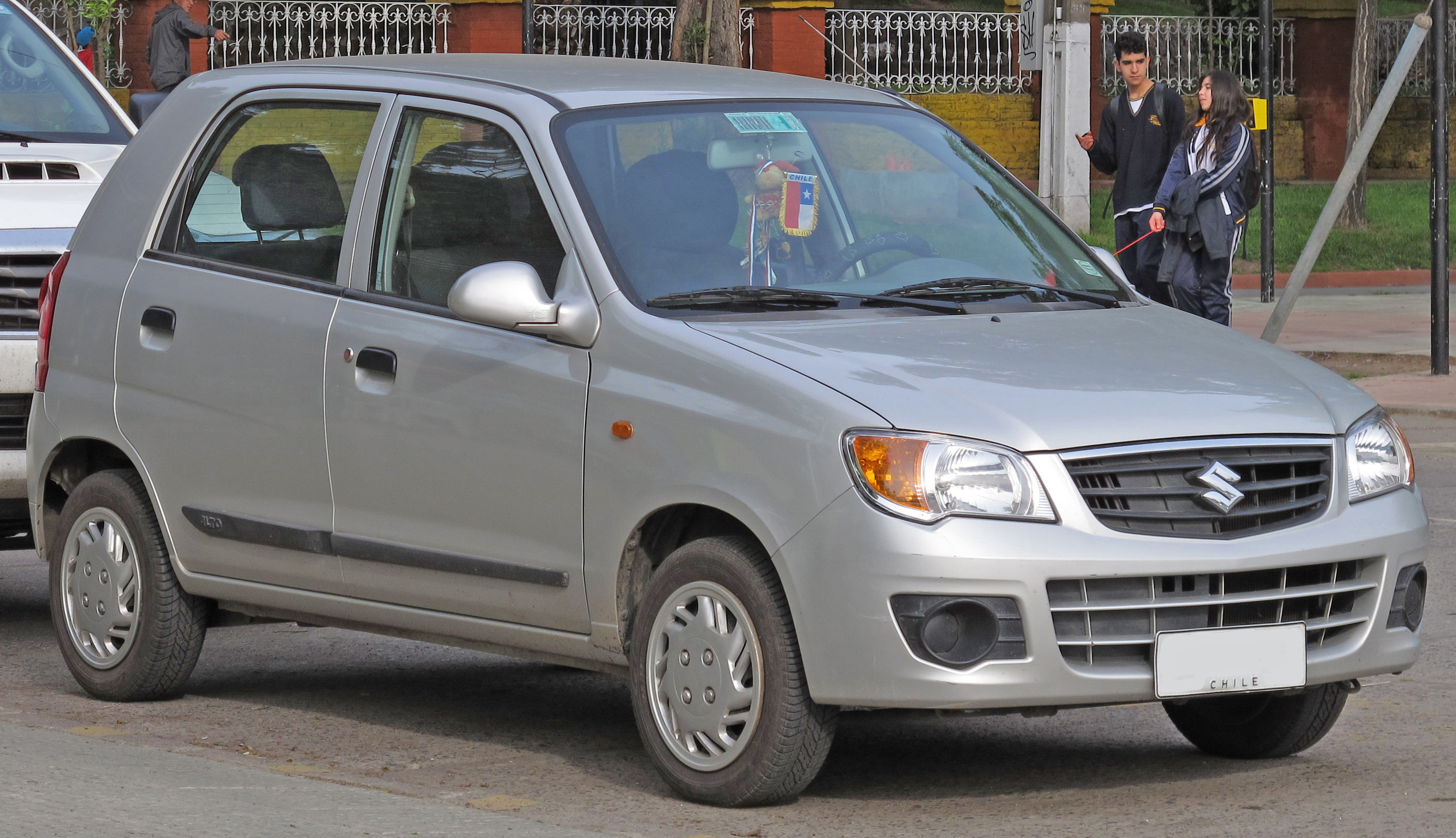
2011 Suzuki Alto K10 DLX (Чили)
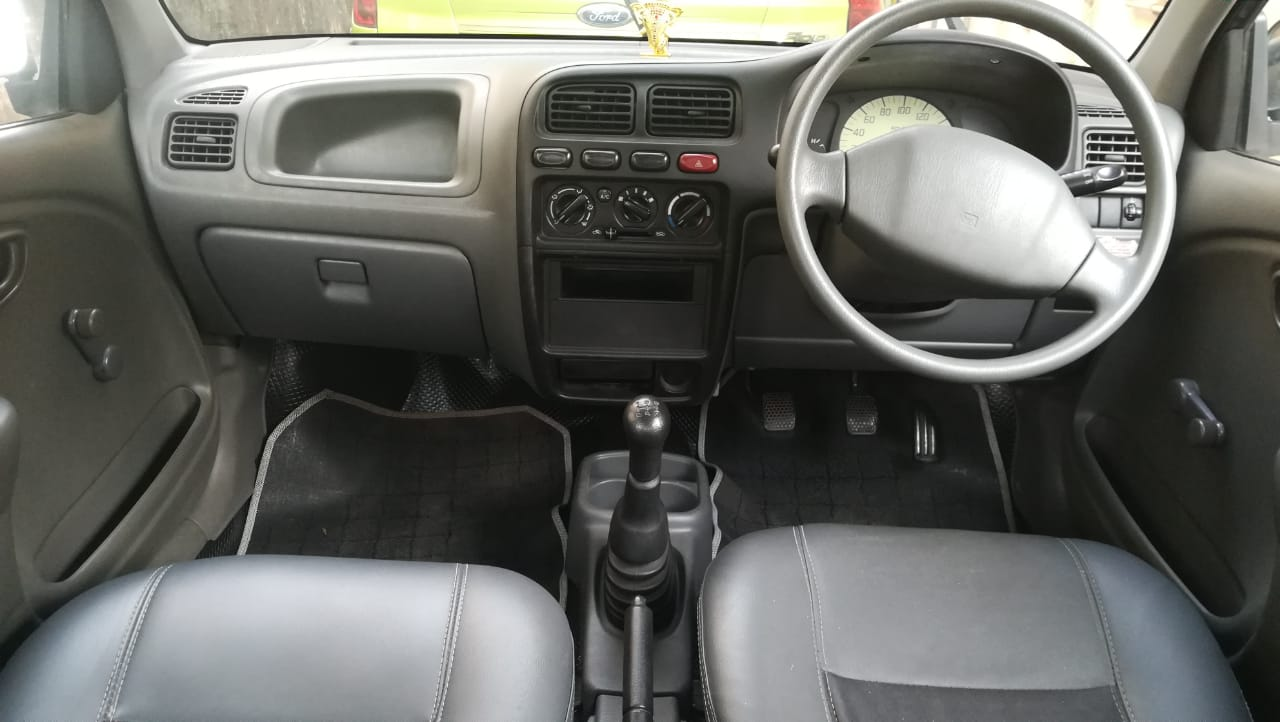
2008 Maruti Suzuki Alto (приборная панель)

## Второе поколение (AOD; 2012)
Alto 800 (кодовое обозначение — AOD308) был запущен в производство 16 октября 2012 года. До 2014 года Alto 800 выпускался параллельно с RF. На многих экспортных рынках автомобиль продавался под названием Suzuki Alto 800. 
Всего выпускалось две модификации: AOD308 и AOD310. Модификация AOD308 оснащена рядным трёхцилиндровым двигателем F8D объёмом 796 см3, в то время как модификация AOD310 оснащена рядным трёхцилиндровым двигателем K10B объёмом 998 см3.
В мае 2016 и в апреле 2019 года автомобиль прошёл фейслифтинг. В 2023 году производство второго поколения Maruti Suzuki Alto было прекращено в связи с введением BSVI Stage II.

### Alto K10
3 ноября 2014 года подразделение Maruti Suzuki представило модификацию Alto K10 (AOD310). В автомобиле применялся 1,0-литровый двигатель K10B, который также устанавливался на Celerio и Wagon R. Коробка передач — пятиступенчатая механическая или пятиступенчатая полуавтоматическая. В 2020 году Alto K10 был временно снят с производства. Преемником стал S-Presso.

### Галерея

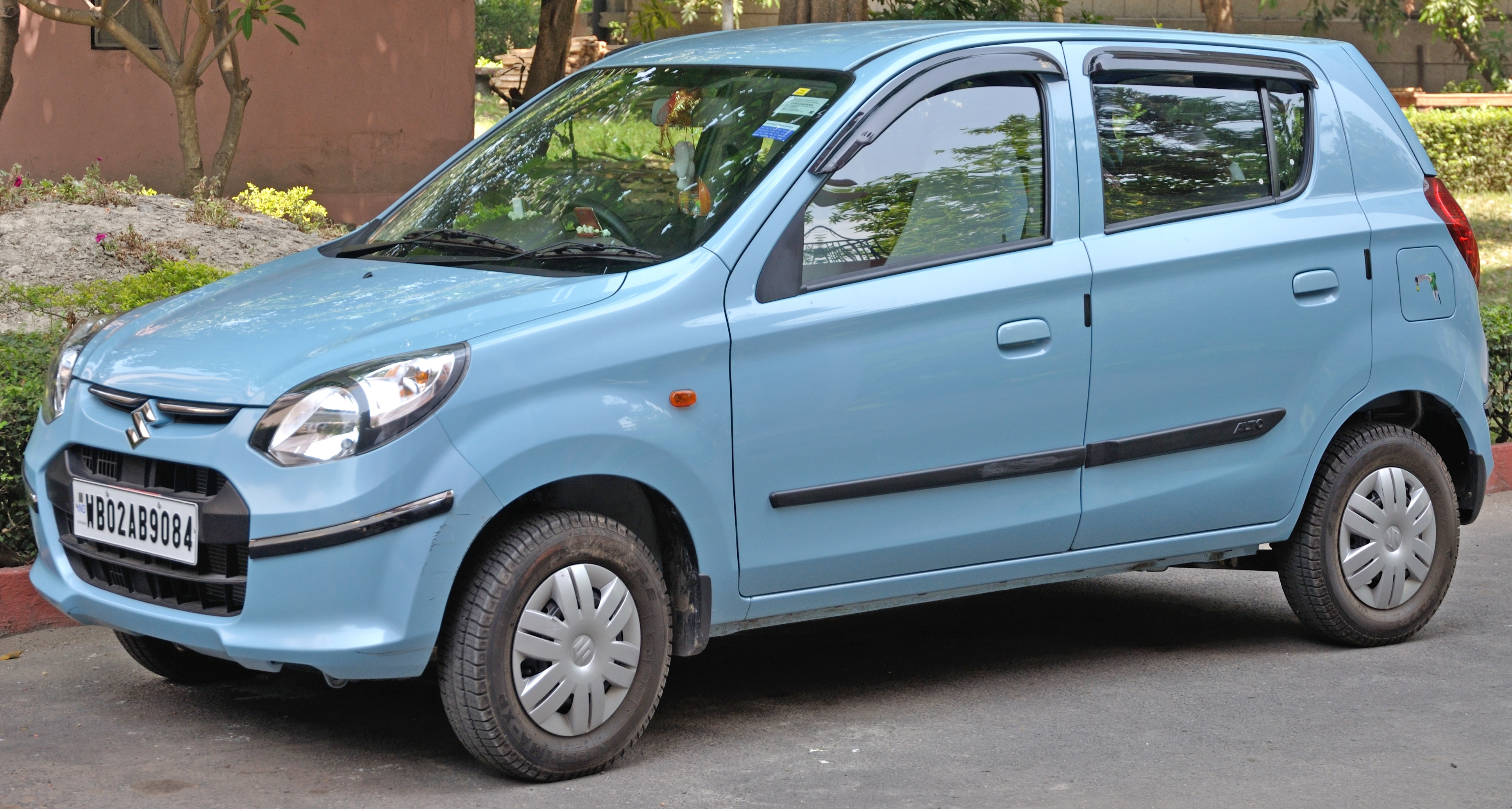
Maruti Suzuki Alto 800 LXi (Индия)
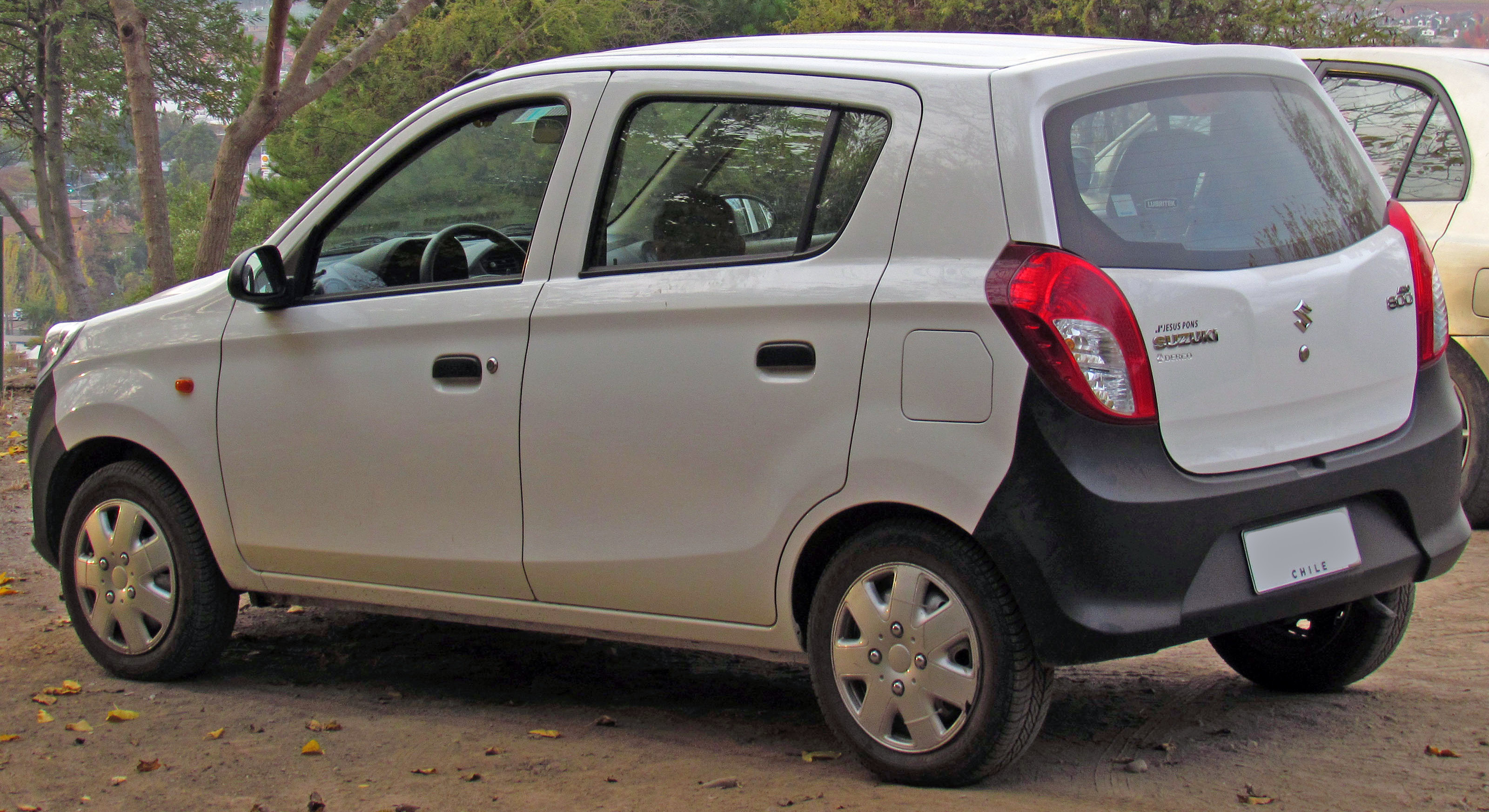
2014 Suzuki Alto 800 GL (Чили)
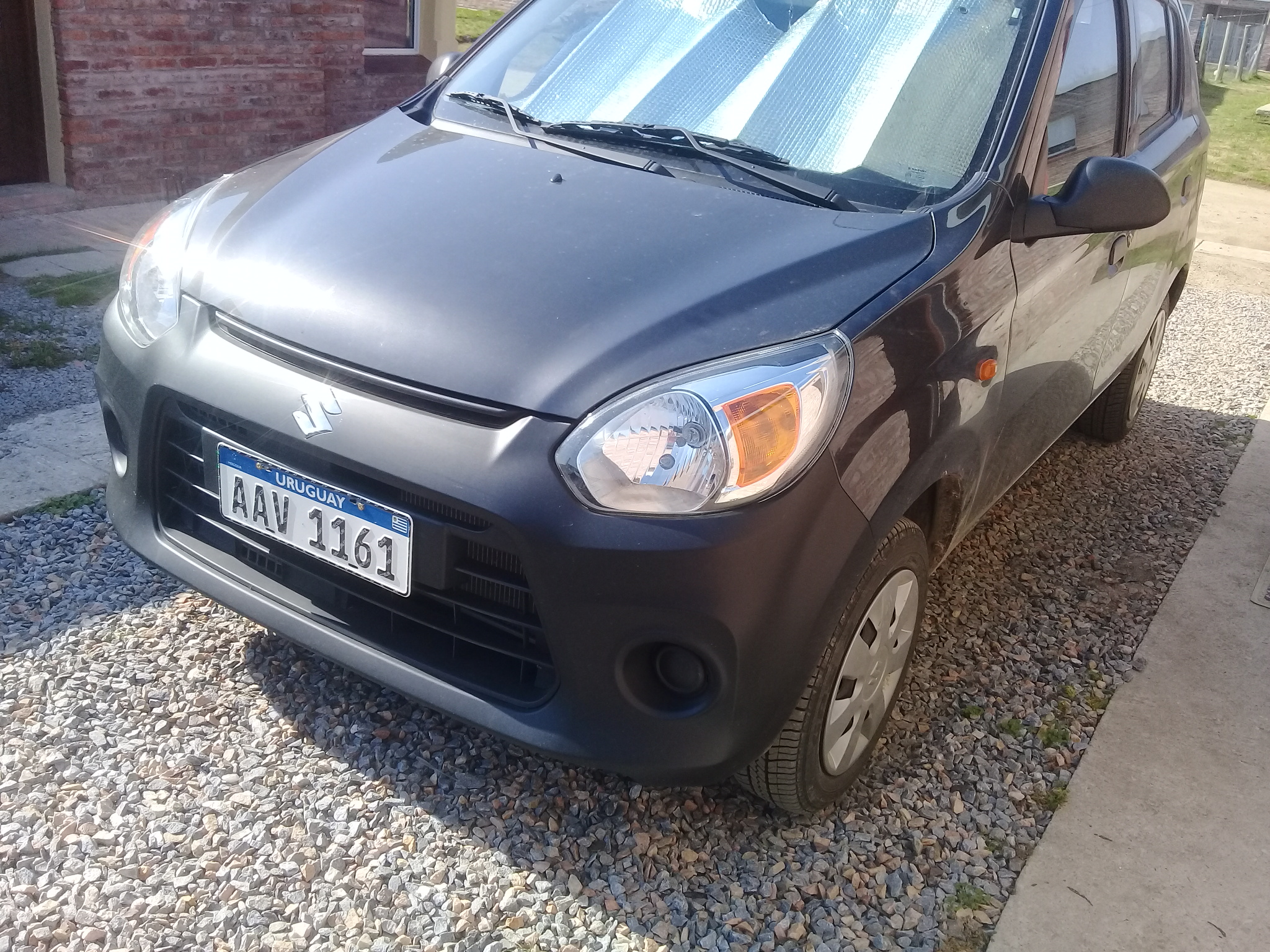
2016 Suzuki Alto 800 (Уругвай)
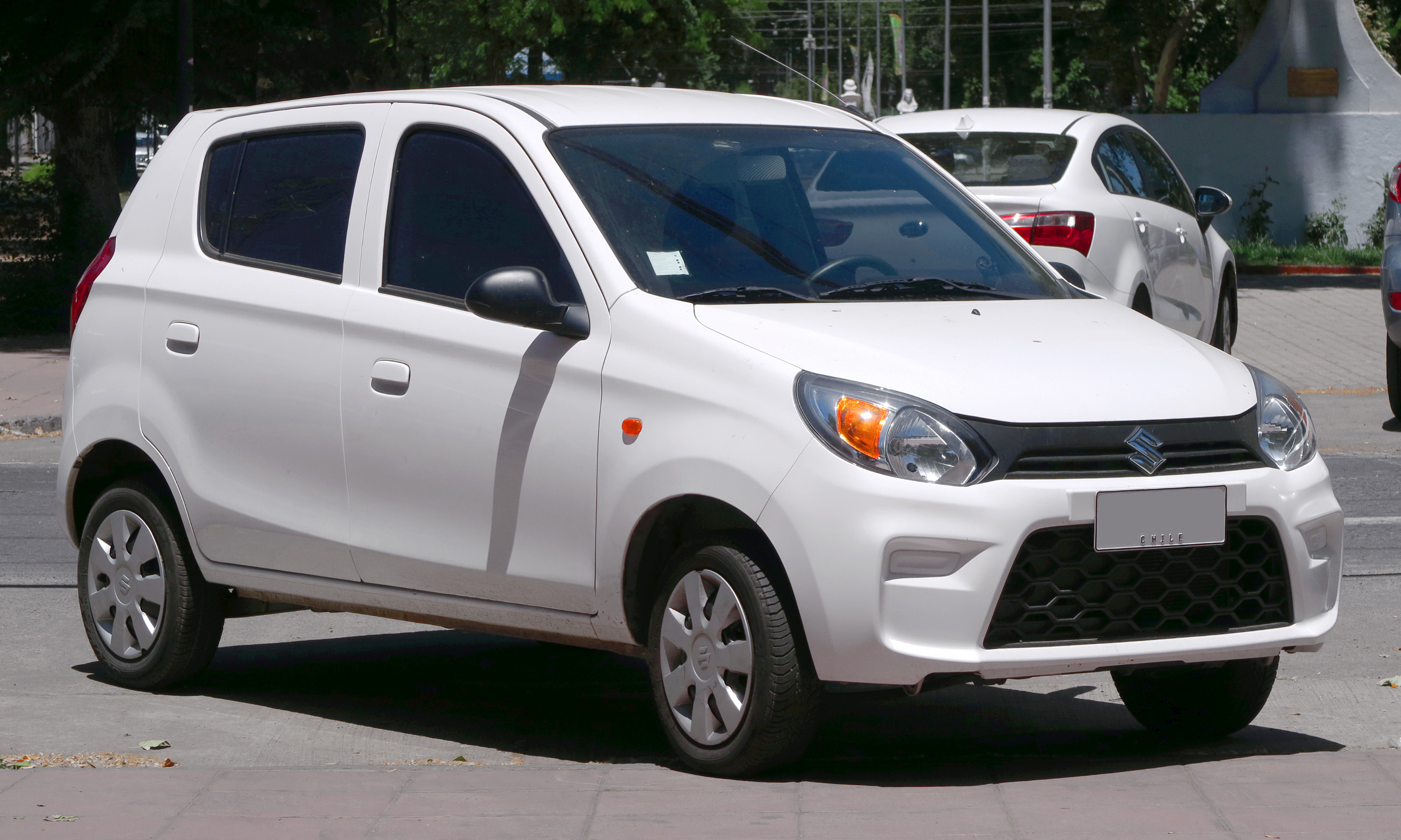
2020 Suzuki Alto 800 (Чили)
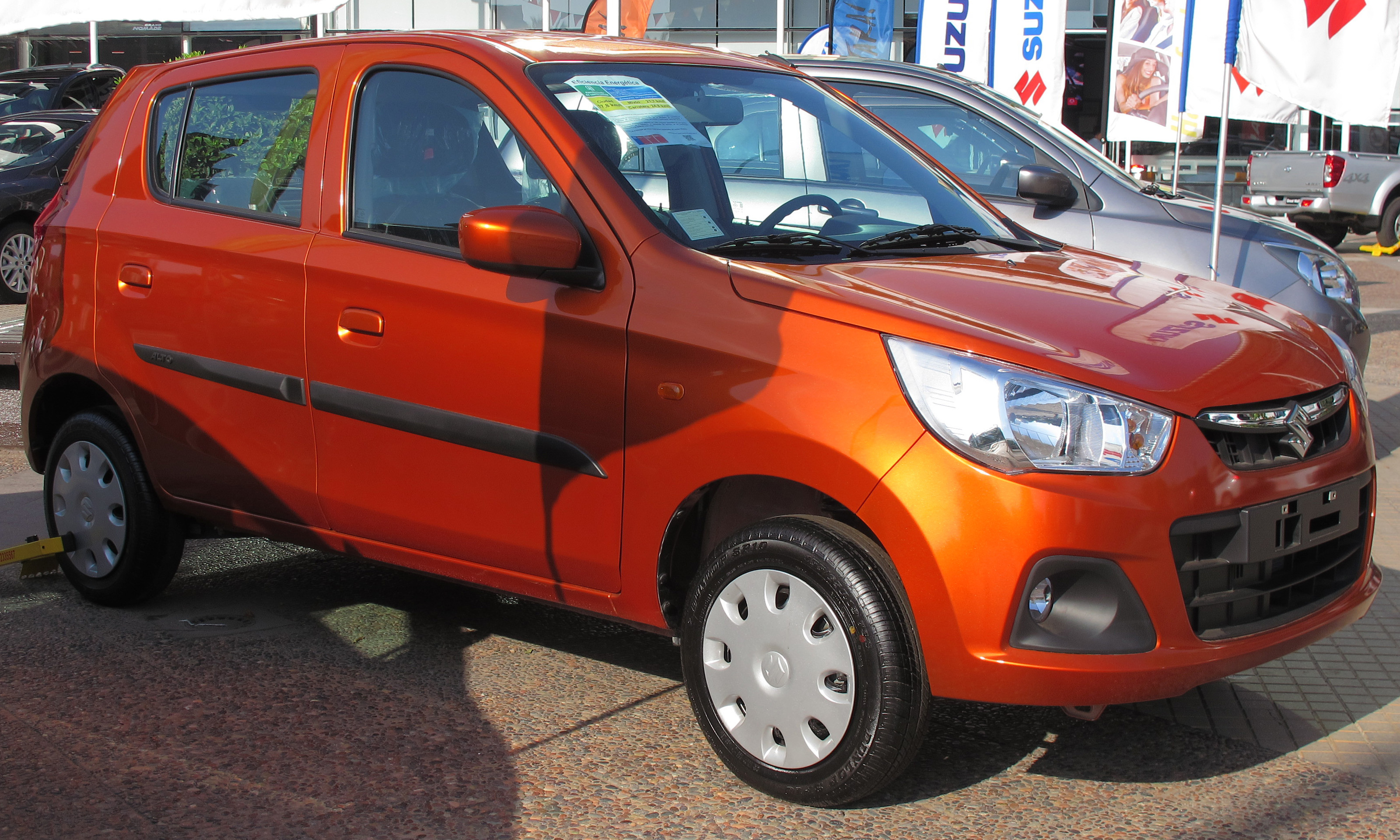
2016 Suzuki Alto K10 GLX (Чили)
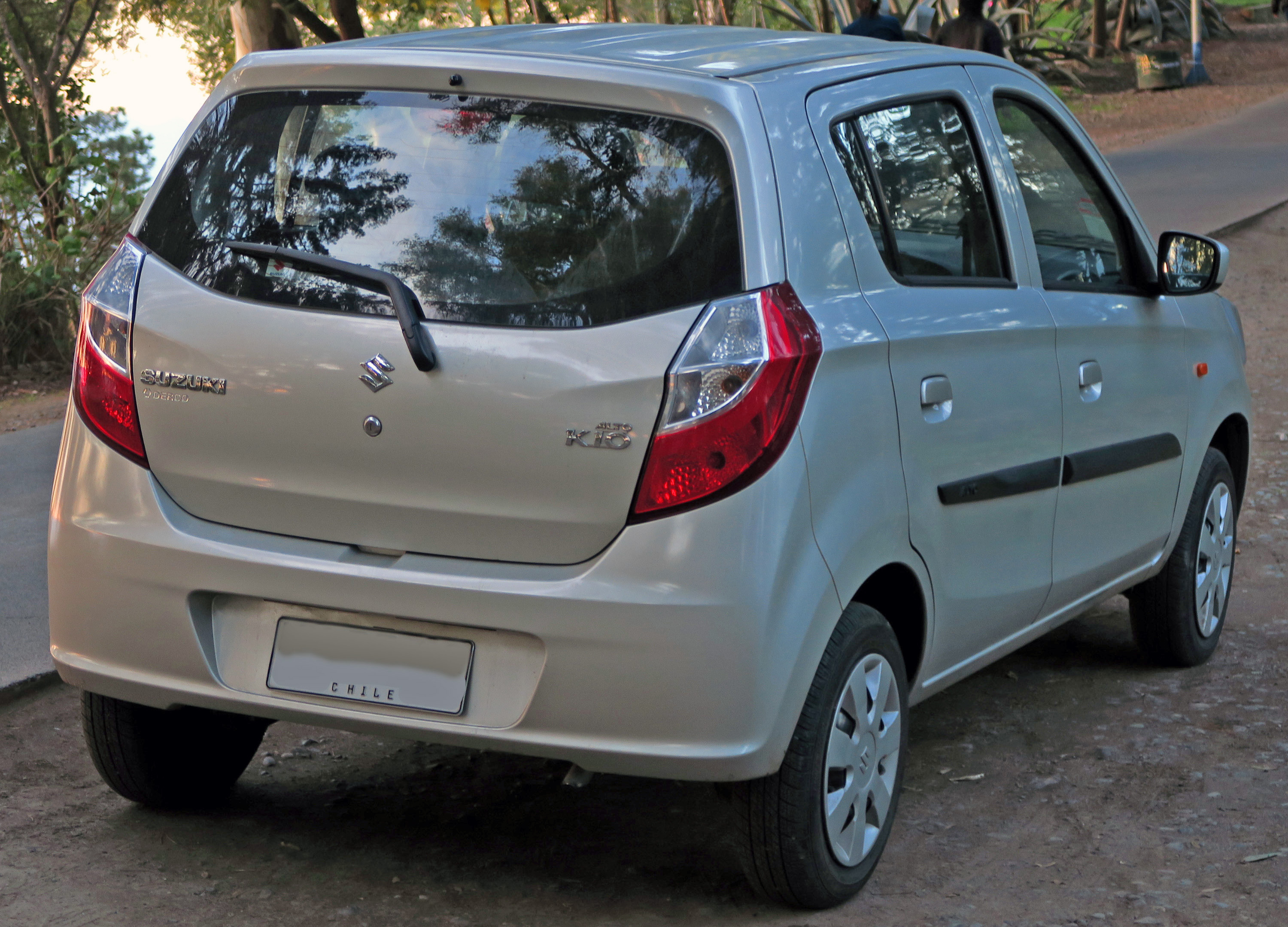
2018 Suzuki Alto K10 GLX (Чили)
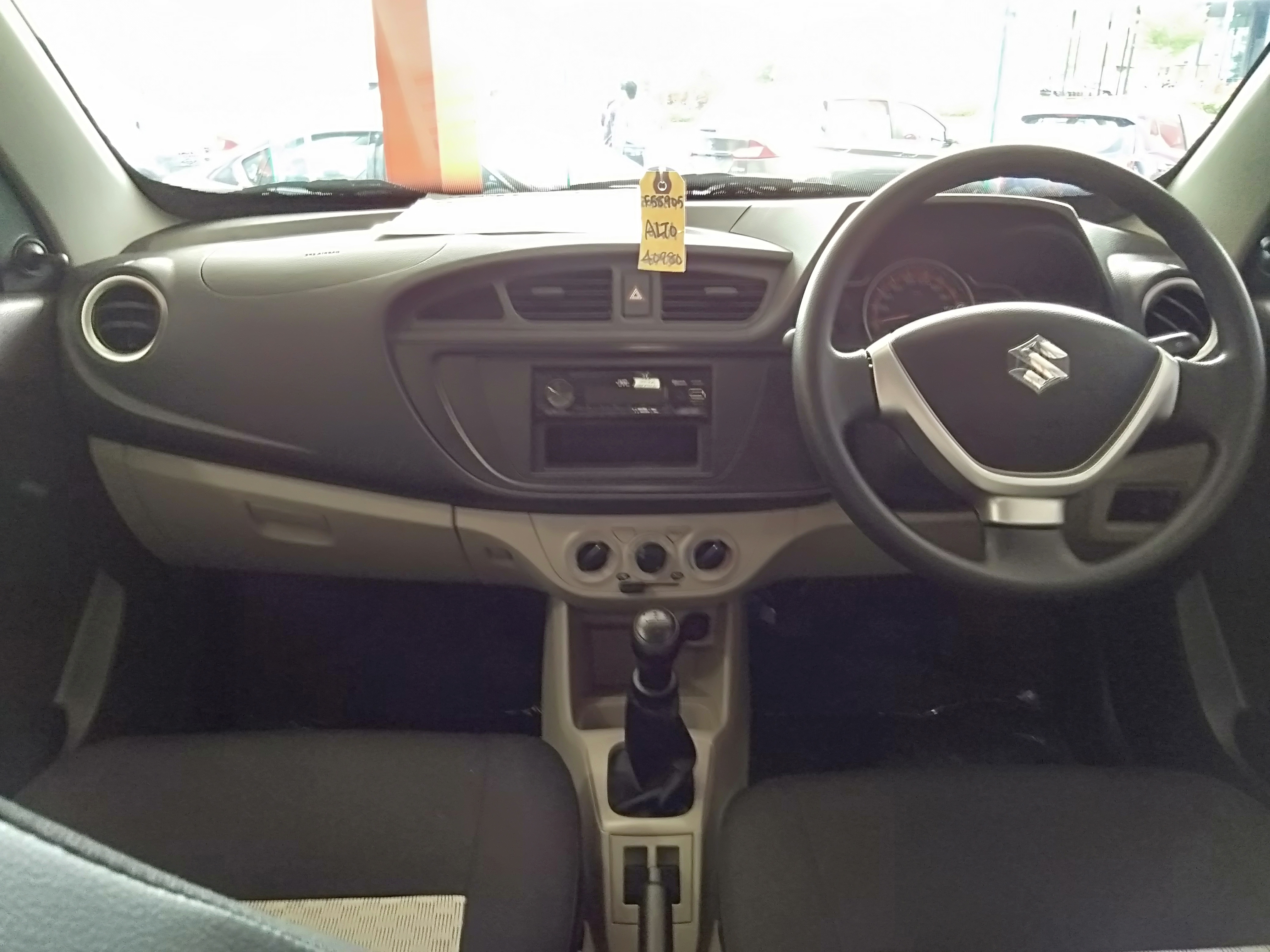
Интерьер

## Третье поколение (2022)

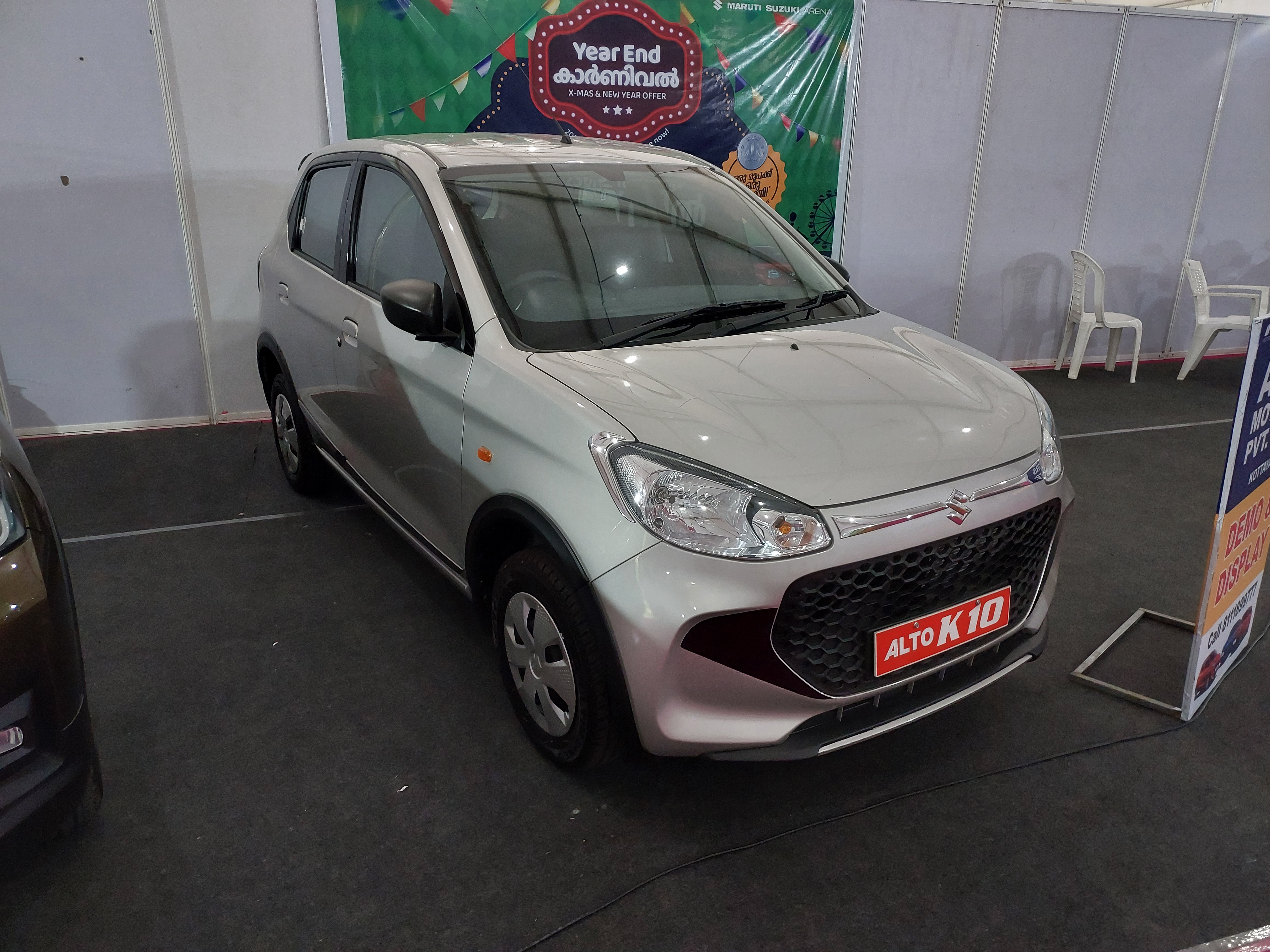
2022 Maruti Suzuki Alto K10 VXi (Индия)

Выпуск Alto K10 был возобновлён 18 августа 2022 года в Индии. Автомобиль выпускается на платформе HEARTECT, на которой также выпускается S-Presso.